# División de Servicios de Tránsito del Condado de Harris

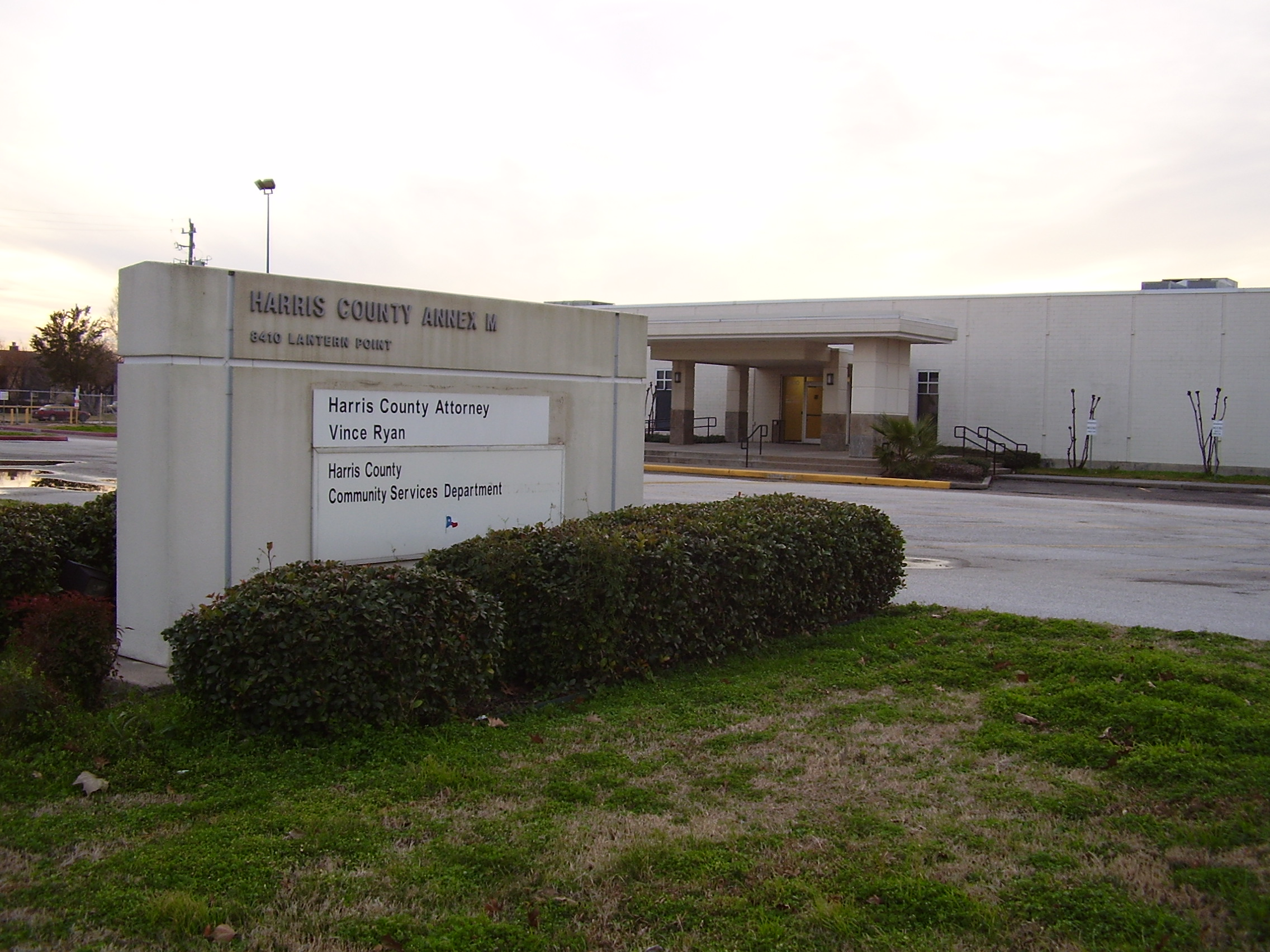
El Anexo M del Condado de Harris tiene la sede de la división

La División de Servicios de Tránsito del Condado de Harris (Harris County Transit Services Division o Harris County Transit) es una agencia de transporte público en el Condado de Harris, Texas. La división gestiona autobuses. Tiene su sede en el Anexo M del Condado de Harris en Houston. La división sirve las ciudades de Baytown, La Porte, Pasadena, Seabrook, Shoreacres, y South Houston. La división también sirve Clear Lake City (EN), Houston y áreas no incorporadas, incluyendo Crosby y Highlands.